# Читунгвиза
Читунгвиза (англ. Chitungwiza) — город в Зимбабве, расположен в провинции Восточный Машоналенд.

## История
Поселение Читунгвиза было сформировано в 1978 году из трёх посёлков: Секе, Зенгеза и Сэйнт-Мэрис. В 1981 году поселение получило статус города. Читунгвиза является наиболее динамично развивающимся городским центром в Зимбабве. Так как Читунгвиза расположена недалеко от Хараре, многие люди ездят в столицу на работу.

## Географическое положение
Расположен примерно в 30 км к югу от Хараре. Высота центра города составляет 1448 метров над уровнем моря.

## Демография
Население города по годам:
| 1982    | 1992    | 2002    | 2012    |
| ------- | ------- | ------- | ------- |
| 172 566 | 274 912 | 321 782 | 365 026 |